# Persone di nome Luis/Calciatori
| Questa pagina contiene informazioni ricavate automaticamente dalle voci biografiche con l'ausilio del template Bio e di un bot. L'aggiornamento è periodico e automatico e ricostruisce completamente la pagina. Se manca una persona in questa lista, sei pregato di non aggiungerla, ma accertati piuttosto che la sua voce biografica contenga il template Bio e che i dati anagrafici siano correttamente compilati. Se il template Bio manca, inseriscilo tu stesso o, in alternativa, metti l'avviso {{tmp\|Bio}} che ne segnala la mancanza. Se i dati riportati sono sbagliati, correggi direttamente la voce biografica; le modifiche saranno visibili in questa lista entro pochi giorni. Per chiarimenti vedi il progetto antroponimi. La lista contiene solo le 397 persone che sono citate nell'enciclopedia e per le quali è stato implementato correttamente il template Bio. Pagina aggiornata al 6 ago 2025. |

Questa è una lista di persone presenti nell'enciclopedia che hanno il nome Luis e sono calciatori.

## A(24)
- Luis Abarca, ex calciatore cileno (n. 1965)
- Ignacio Abraham, calciatore argentino (Arroyito, n. 1998)
- Luis Abram, calciatore peruviano (Lima, n. 1996)
- Luis Acevedo, calciatore uruguaiano (Montevideo, n. 1996)
- Luis Alberto Acosta, ex calciatore uruguaiano (Montevideo, n. 1952)
- Luis Advíncula, calciatore peruviano (Chincha, n. 1990)
- Luis Aguiar, ex calciatore uruguaiano (Mercedes, n. 1985)
- Luis Alfageme, calciatore argentino (Santa Rosa, n. 1984)
- Mariano Almandoz, ex calciatore argentino (Rauch, n. 1994)
- Luis Roberto Alves, ex calciatore messicano (Città del Messico, n. 1967)
- Luis Alí, calciatore boliviano (La Paz, n. 1994)
- Luis Amarilla, calciatore paraguaiano (Areguá, n. 1995)
- Luis Anaya, calciatore salvadoregno (San José Guayabal, n. 1981)
- Luis Angulo, calciatore colombiano (Magüí, n. 2004)
- Luis Araneda, ex calciatore cileno (Santiago del Cile, n. 1953)
- Luis Arcamone, ex calciatore argentino (Buenos Aires, n. 1979)
- Luis Arconada, ex calciatore spagnolo (San Sebastián, n. 1954)
- Luis Ardente, ex calciatore argentino (San Isidro, n. 1981)
- Luis Argudo, ex calciatore statunitense (New York, n. 1995)
- Luis Carlos Arias, ex calciatore colombiano (La Unión, n. 1985)
- Luis Arrieta, calciatore argentino (Concordia, n. 1914 - † 1972)
- Luis Artime, ex calciatore argentino (Parque Civit, n. 1938)
- Luis Fabián Artime, ex calciatore argentino (Buenos Aires, n. 1965)
- Luis Ayala Brucil, calciatore ecuadoriano (Ibarra, n. 1993)

## B(7)
- Alberto Baeza, ex calciatore messicano (Città del Messico, n. 1938)
- Luis Barbat, ex calciatore uruguaiano (Montevideo, n. 1968)
- Luis René Barboza, calciatore boliviano (n. 1993)
- Roger Bernardico, calciatore uruguaiano (n. 1935 - † 2013)
- Luis Binks, calciatore inglese (Gillingham, n. 2001)
- Luis Bolaños, ex calciatore ecuadoriano (Quito, n. 1985)
- Nenê Bonilha, calciatore brasiliano (São João da Boa Vista, n. 1992)

## C(44)
- Luis Nery Caballero, calciatore paraguaiano (Asunción, n. 1990)
- Luis Caballero, calciatore paraguaiano (Asunción, n. 1962 - Asunción, † 2005)
- Luis Carlos Cabezas, ex calciatore colombiano (Cali, n. 1986)
- Luis Cabral, calciatore paraguaiano (Capiibary, n. 1983)
- Luis Cabrera, ex calciatore argentino (La Rioja, n. 1956)
- Luis Enrique Cáceres, calciatore paraguaiano (Asunción, n. 1988)
- Luis Caicedo Medina, calciatore ecuadoriano (Guayaquil, n. 1992)
- Luis Alberto Caicedo Mosquera, calciatore colombiano (Apartadó, n. 1996)
- Luis Camacaro, ex calciatore venezuelano (n. 1967)
- Luis Campero, calciatore uruguaiano
- Luis Cangá, calciatore ecuadoriano (Guayaquil, n. 1995)
- Luis Capurro, ex calciatore ecuadoriano (Cantone di Río Verde, n. 1961)
- Luis Cardoso, calciatore argentino (Mar del Plata, n. 1930 - Mar del Plata, † 2017)
- Luis Cardozo, calciatore paraguaiano (Asunción, n. 1988)
- Luis Carniglia, calciatore e allenatore di calcio argentino (Olivos, n. 1917 - Buenos Aires, † 2001)
- Luis César Carniglia, ex calciatore argentino (Buenos Aires, n. 1944)
- Luis Alberto Carranza, ex calciatore argentino (Quilmes, n. 1972)
- Luis Cartés, calciatore uruguaiano (Piriápolis, n. 1998)
- Felipe Carvalho, calciatore uruguaiano (Rivera, n. 1993)
- Hernán Carvallo, calciatore cileno (n. 1922 - † 2011)
- Luis Casanova, calciatore cileno (Rancagua, n. 1992)
- Luis Leandro Castillo, ex calciatore argentino (Rosario del Tala, n. 1991)
- Manuel Castro, calciatore uruguaiano (Durazno, n. 1995)
- Luis Ernesto Castro, calciatore uruguaiano (Montevideo, n. 1921 - Montevideo, † 2002)
- Luis Cañate, calciatore panamense (Panama, n. 1996)
- Luis Avelino Ceballos, ex calciatore cileno (Lota, n. 1964)
- Luis Chavarría, ex calciatore cileno (Monte Águila, n. 1970)
- Luis Checa, ex calciatore ecuadoriano (Quito, n. 1983)
- Andrés Chicaiza, calciatore ecuadoriano (Otavalo, n. 1992)
- Luis Chicas, ex calciatore e ex giocatore di calcio a 5 guatemalteco (n. 1982)
- Luis Chiquillo, calciatore venezuelano (Caracas, n. 1999)
- Luis Chávez, calciatore messicano (Jalisco, n. 1996)
- Luis Chérrez, ex calciatore ecuadoriano (Ambato, n. 1968)
- Luis Gabelo Conejo, ex calciatore costaricano (San Ramón, n. 1960)
- Luis Contreras, calciatore salvadoregno (La Unión, n. 1982)
- Luis Copete, calciatore nicaraguense (Itsima, n. 1989)
- Danilson Córdoba, ex calciatore colombiano (Quibdó, n. 1986)
- Luis Otávio, calciatore brasiliano (Beberibe, n. 2007)
- Luis Cristaldo, ex calciatore argentino (Formosa, n. 1969)
- Luismi Cruz, calciatore spagnolo (El Puerto de Santa María, n. 2001)
- Luis Cruz, calciatore uruguaiano (Montevideo, n. 1925 - † 1998)
- Luis Cruzado, calciatore peruviano (Lima, n. 1941 - Lima, † 2013)
- Luis Carlos Cuartero, ex calciatore spagnolo (Saragozza, n. 1975)
- Luis Cárdenas, calciatore messicano (n. 1993)

## D(17)
- Francis D'Albenas, ex calciatore uruguaiano (Montevideo, n. 1996)
- Luis de Agustini, ex calciatore uruguaiano (Sauce, n. 1976)
- Luis De Faría, ex calciatore argentino (Mendoza, n. 1996)
- Luis Mago, calciatore venezuelano (Cumaná, n. 1994)
- Luis del Sol, calciatore e allenatore di calcio spagnolo (Arcos de Jalón, n. 1935 - Siviglia, † 2021)
- Luis Eduardo Delgado, calciatore spagnolo (Saragozza, n. 1984)
- Luis Javier Delgado, ex calciatore costaricano (Alajuela, n. 1968)
- Luis Demiquel, calciatore boliviano (La Paz, n. 2000)
- Luis Dogliotti, calciatore uruguaiano (n. 1937 - † 2017)
- Luis Mario Díaz Espinoza, calciatore costaricano (Nicoya, n. 1998)
- Luis Díaz, calciatore colombiano (Barrancas, n. 1997)
- Luis Pedro da Silva Ferreira, calciatore angolano (Malanje, n. 1992)
- Luis Mandaca, calciatore brasiliano (João Pessoa, n. 2001)
- Luis de León, calciatore guatemalteco (n. 1995)
- Luis Phelipe, calciatore brasiliano (Santos, n. 2001)
- Luis Alberto del Rio, ex calciatore uruguaiano (Montevideo)
- Luis Carlos dos Santos Martins, ex calciatore brasiliano (São Luís, n. 1984)

## E(7)
- Luis Echeberría, calciatore spagnolo (Erandio, n. 1940 - Las Arenas, † 2016)
- Luis Miguel Escalada, ex calciatore argentino (Ceres, n. 1986)
- Luis Antonio Escobar, calciatore peruviano (n. 1969 - Oceano Pacifico, † 1987)
- Alfonso Espino, calciatore uruguaiano (San Jacinto, n. 1992)
- Luis Espínola, ex calciatore paraguaiano (Atyrá, n. 1986)
- Luis Estupiñán, calciatore ecuadoriano (Esmeraldas, n. 1999)
- Luis Eyzaguirre, ex calciatore cileno (Santiago del Cile, n. 1939)

## F(15)
- Bolinha, ex calciatore brasiliano (Viamão, n. 1990)
- Luis Fajardo, ex calciatore colombiano (Medellín, n. 1963)
- Luis Fariña, calciatore argentino (Buenos Aires, n. 1991)
- Luis Fazio, calciatore argentino (Buenos Aires, n. 1911)
- Enrique Femia, calciatore uruguaiano (Montevideo, n. 2002)
- Luis Fernando Fernández, ex calciatore spagnolo (Villafáfila, n. 1964)
- Luis Fernández Gutiérrez, ex calciatore spagnolo (Argomilla De Cayón, n. 1972)
- Luis Fernández Teijeiro, calciatore spagnolo (Burela, n. 1993)
- Luis Antonio Ferreyra, calciatore argentino (n. 1919)
- Luis Pedro Figueroa, ex calciatore cileno (San Pedro de la Paz, n. 1983)
- Luis Filosa, ex calciatore venezuelano (San Félix, n. 1973)
- Luis Cesar Fraiz, ex calciatore panamense (Panama, n. 1993)
- Luis Fernando Fuentes, calciatore messicano (Chetumal, n. 1986)
- Luis Fuentes, ex calciatore cileno (Petorca, n. 1971)
- Pizzi, calciatore portoghese (Braganza, n. 1989)

## G(29)
- Luis Galarza, calciatore boliviano (Asunción, n. 1950 - Santa Cruz de la Sierra, † 2024)
- Luis Galeano, calciatore nicaraguense (Jalapa, n. 1991)
- Luis Felipe Gallegos, calciatore cileno (Copiapó, n. 1991)
- Luis Galván, calciatore argentino (Fernández, n. 1948 - Córdoba, † 2025)
- Luis Gamonal Gago, calciatore e allenatore di calcio spagnolo (Villadangos del Páramo, n. 1922 - Santander, † 1981)
- Luis García Conde, ex calciatore spagnolo (Toledo, n. 1979)
- Luis García Postigo, ex calciatore messicano (Città del Messico, n. 1969)
- Alejandro García, ex calciatore messicano (Monterrey, n. 1961)
- Luis García Bañuelos, calciatore messicano (Mazatlán, n. 1993)
- Luis García García, ex calciatore spagnolo (Peñaranda de Bracamonte, n. 1964)
- Luís García Pacheco, calciatore colombiano (Barranquilla, n. 1998)
- Luis Manuel García, calciatore messicano (Talpa de Allende, n. 1992)
- Luis Garisto, calciatore uruguaiano (Montevideo, n. 1945 - Montevideo, † 2017)
- Luis Garnier, ex calciatore argentino (Concepción del Uruguay, n. 1982)
- Luis Garrido, calciatore honduregno (Tegucigalpa, n. 1990)
- Luis Gil, calciatore statunitense (Garden Grove, n. 1993)
- Luis Gini, ex calciatore paraguaiano (Piribebuy, n. 1935)
- Luis Gómez, ex calciatore ecuadoriano (Guayaquil, n. 1972)
- Luis Daniel González, calciatore venezuelano (Cariaco, n. 1990)
- Luis Tinoco, ex calciatore portoghese (Barcelos, n. 1986)
- Luis Granda, ex calciatore ecuadoriano (Quito, n. 1955)
- Luis Francisco Grando, ex calciatore brasiliano (Pato Branco, n. 1987)
- Luis Guadalupe, ex calciatore peruviano (Chincha Alta, n. 1975)
- Luis Guajardo, ex calciatore cileno (Punta Arenas, n. 1973)
- Luis Guifarro, calciatore honduregno (Tegucigalpa, n. 1976)
- Luis Alberto Gutiérrez, calciatore boliviano (Santa Cruz de la Sierra, n. 1985)
- Santiago Gáspari, ex calciatore uruguaiano (Montevideo, n. 1994)
- Luis Javier García Sanz, ex calciatore spagnolo (Badalona, n. 1978)
- Luis Guevara Mora, ex calciatore salvadoregno (San Salvador, n. 1961)

## H(15)
- Luis Haquín, calciatore boliviano (Santa Cruz de la Sierra, n. 1997)
- Luis Henríquez, calciatore panamense (Panama, n. 1981)
- Luis Hernández, ex calciatore messicano (Poza Rica, n. 1968)
- Luis Miguel Hernández, calciatore salvadoregno (Chinameca, n. 1985)
- Luis Alberto Hernández Díaz, ex calciatore e allenatore di calcio peruviano (Lima, n. 1981)
- Luis Donaldo Hernández, calciatore messicano (Tepatitlán de Morelos, n. 1998)
- Luis José Hernández Paniagua, calciatore costaricano (Heredia, n. 1998)
- Luis Hernández Rodríguez, calciatore spagnolo (Madrid, n. 1989)
- Luis Fernando Herrera, ex calciatore colombiano (Medellín, n. 1962)
- Marcelo Herrera, calciatore argentino (Ledesma, n. 1992)
- Luis Hinestroza, calciatore colombiano (Cali, n. 1992)
- Zinho, calciatore brasiliano (Lajeado, n. 2003)
- Luis Holmaza, ex calciatore cubano (n. 1949)
- Luis Hormazábal, ex calciatore cileno (Santiago del Cile, n. 1959)
- Luis Hurtado, ex calciatore colombiano (Cali, n. 1994)

## I(5)
- Luis Ibáñez, calciatore argentino (Buenos Aires, n. 1988)
- Luis Iberico, calciatore peruviano (Lima, n. 1998)
- Luis Ingolotti, calciatore argentino (Pilar, n. 2000)
- Kiriki, calciatore spagnolo (Zarautz, n. 1907 - † 1965)
- Luis Izzeta, calciatore argentino (n. 1903)

## J(7)
- Luis Jara, ex calciatore e ex giocatore di calcio a 5 paraguaiano (Asunción, n. 1965)
- Luis Jerez, calciatore argentino (La Plata, n. 1989)
- Luis Jiménez, ex calciatore cileno (Santiago del Cile, n. 1984)
- Luis Jonne, ex calciatore uruguaiano (Montevideo, n. 1975)
- Luis Juracy, ex calciatore brasiliano (n. 1939)
- Arturo Jáuregui Peña, calciatore cileno (Santiago del Cile, n. 1956 - † 2023)
- Juninho Capixaba, calciatore brasiliano (Cachoeiro de Itapemirim, n. 1997)

## K(2)
- Luis Kadijevic, calciatore argentino († 2021)
- Luis Kaçorri, calciatore albanese (Ronciglione, n. 1998)

## L(12)
- Luis Ángel Landín, calciatore messicano (Zamora de Hidalgo, n. 1985)
- Luis Ernesto Leal, calciatore cileno (n. 1929 - † 2013)
- Luis Ramón Leirós, ex calciatore spagnolo (Madrid, n. 1949)
- Luis León, calciatore ecuadoriano (Valencia, n. 1993)
- Luis Liendo, ex calciatore boliviano (La Serena, n. 1978)
- Luis Guilherme, calciatore brasiliano (Aracaju, n. 2006)
- Luis Llorens Soler, calciatore spagnolo (Olot, n. 1939 - † 1991)
- Luis María López Rekarte, ex calciatore spagnolo (Mondragón, n. 1962)
- Luis Loroña, calciatore messicano (Caborca, n. 1993)
- Luis Alfredo López, calciatore honduregno (Comayagua, n. 1986)
- Luis López Fernández, calciatore honduregno (San Pedro Sula, n. 1993)
- Luis Alberto López, calciatore messicano (Guadalupe, n. 1993)

## M(49)
- Luis Antonio Martínez Mateo, calciatore spagnolo (Madrid, n. 1997)
- Luis Machado, calciatore uruguaiano (Paysandú, n. 1991)
- Luis Madrigal, calciatore messicano (Los Mochis, n. 1993)
- Luis Maidana, ex calciatore uruguaiano (Pan de Azúcar, n. 1934)
- Luis Malagón, calciatore messicano (Zamora de Hidalgo, n. 1997)
- Luis Maldonado, calciatore uruguaiano (Montevideo, n. 1985)
- Patricio Mardones, ex calciatore cileno (n. 1962)
- Luis Marín Barahona, calciatore cileno (Santiago, n. 1983)
- Luis Marín, ex calciatore costaricano (La Unión, n. 1974)
- Luis Marotte, ex calciatore uruguaiano (Montevideo, n. 1944)
- Luis Martínez, ex calciatore colombiano (Necoclí, n. 1982)
- Luis Martínez, calciatore guatemalteco (Salamá, n. 1991)
- Adrián Martínez, calciatore venezuelano (Ciudad Guayana, n. 1993)
- Luis Marín Sabater, calciatore spagnolo (Villafranca de Oria, n. 1906 - Gipuzkoa, † 1974)
- Luis Mayanés, calciatore cileno (n. 1925 - † 1979)
- Luis Mayoral, ex calciatore spagnolo (Madrid, n. 1947)
- Luis Medero, ex calciatore argentino (Buenos Aires, n. 1973)
- Luis Mejía, calciatore panamense (Panama, n. 1991)
- Luis Gustavo Melere da Silva, calciatore brasiliano (Curitiba, n. 1991)
- Luis Hernando Mena, calciatore colombiano (Turbo, n. 1994)
- Luis Arturo Mena, ex calciatore cileno (Santiago del Cile, n. 1979)
- Luis Mendez, calciatore beliziano (n. 1990 - † 2013)
- Luis Ángel Mendoza, calciatore messicano (Monterrey, n. 1990)
- Américo Menutti, calciatore e allenatore di calcio argentino (Buenos Aires, n. 1915)
- Luis Menéndez, ex calciatore spagnolo (Valladolid, n. 1931)
- Luis Meseguer, calciatore spagnolo (Madrid, n. 1999)
- Luis Ernesto Michel, ex calciatore messicano (El Grullo, n. 1979)
- Luis Milla Manzanares, calciatore spagnolo (Madrid, n. 1994)
- Luis Mariano Minguela, ex calciatore spagnolo (Frumales, n. 1960)
- Luis Miramontes, ex calciatore uruguaiano (n. 1928)
- Luis Pedro Molina, ex calciatore e ex giocatore di calcio a 5 guatemalteco (Retalhuleu, n. 1977)
- Luis Montes, calciatore messicano (Ciudad Juárez, n. 1986)
- Luis Monti, calciatore e allenatore di calcio argentino (Buenos Aires, n. 1901 - Escobar, † 1983)
- Luis Pedro Monti, calciatore argentino
- Luis Monzón, ex calciatore paraguaiano (Asunción, n. 1970)
- Alberto Mora, ex calciatore peruviano (n. 1959)
- Luis Morán Sánchez, calciatore spagnolo (Luanco, n. 1987)
- Luis Moreira, ex calciatore ecuadoriano (Portoviejo, n. 1978)
- Luis Antonio Moreno, ex calciatore colombiano (n. 1970)
- Luis Moreno, calciatore ecuadoriano (Guayaquil, n. 2005)
- Luis Moreno, ex calciatore panamense (Panama, n. 1981)
- Luis Morgillo, calciatore venezuelano (Caracas, n. 1993)
- Luis Mosquera, ex calciatore ecuadoriano (Quito, n. 1964)
- Luis Alberto Mosquera, ex calciatore cileno (n. 1959)
- Luis Muriel, calciatore colombiano (Santo Tomás, n. 1991)
- Luis Carlos Murillo, calciatore colombiano (Turbo, n. 1990)
- Luis Muñoz Grau, calciatore spagnolo (Sabadell, n. 1935 - † 2022)
- Luis Márquez Martín, calciatore spagnolo (Siviglia, n. 1971 - Siviglia, † 2023)
- Luis María Más, ex calciatore argentino (San Martín, n. 1944)

## N(8)
- Luis Coordes, calciatore dominicano (Santo Domingo, n. 1999)
- Orlando Narváez, ex calciatore ecuadoriano (Quito, n. 1958)
- Luis Nițu, calciatore rumeno (Craiova, n. 2001)
- Luis Nlavo, calciatore equatoguineano (Malabo, n. 2001)
- Luis Miguel Noriega, ex calciatore messicano (Tepotzotlán, n. 1985)
- Luis Enrique Nsue, calciatore equatoguineano (Ebebiyín, n. 1998)
- Luis Alejandro Núñez, ex calciatore paraguaiano (San Lorenzo, n. 1980)
- Ronaldo Nájera, calciatore messicano (Ciudad Mante, n. 2003)

## O(11)
- Luis Valendi Odelus, calciatore haitiano (Saint-Louis-du-Nord, n. 1994)
- Luis Ojeda, calciatore argentino (Romang, n. 1990)
- Luis Olaso, calciatore spagnolo (Villabona, n. 1900 - Gipuzkoa, † 1982)
- Luis Olivas, calciatore messicano (Tepic, n. 2000)
- Luis Olivera, calciatore argentino (Villa de Mayo, n. 1998)
- Luis Manuel Orejuela, calciatore colombiano (Cali, n. 1995)
- Mateo Ortíz, calciatore ecuadoriano (Guayaquil, n. 2000)
- Alejandro Osorio, ex calciatore cileno (Rancagua, n. 1976)
- Luis Otero, calciatore spagnolo (Pontevedra, n. 1893 - La Coruña, † 1955)
- Luis María Otiñano, calciatore spagnolo (Llodio, n. 1943 - Malaga, † 1997)
- Luis Ovalle, calciatore panamense (Panama, n. 1988)

## P(26)
- Luis Bustamante, calciatore colombiano (Arauca, n. 2001)
- Luis Páez, calciatore paraguaiano (Asunción, n. 1989 - Asunción, † 2019)
- Luis Palma, calciatore honduregno (La Ceiba, n. 2000)
- Luis Paradela, calciatore cubano (Calimete, n. 1997)
- Luis Pardiés, calciatore argentino (n. 1908)
- Luis Pasarín, calciatore e allenatore di calcio spagnolo (Pontevedra, n. 1902 - Madrid, † 1986)
- Luis Pavez Contreras, calciatore cileno (Santiago, n. 1988)
- Luis Pavez Muñoz, calciatore cileno (Santiago del Cile, n. 1995)
- Luis Paz, calciatore colombiano (n. 1942 - † 2015)
- Luis Fernando Paz, calciatore boliviano (San Javier, n. 2004)
- Luis Pedemonte, calciatore uruguaiano (Montevideo, n. 1920)
- Luis Pentrelli, calciatore argentino (Rio de la Plata, n. 1932 - † 2017)
- Luis Peralta, calciatore nicaraguense (n. 1988)
- Luis Peralta, calciatore colombiano (Fonseca la Guajiro, n. 1992)
- Luis Perea Hernández, calciatore spagnolo (Alcalá de Henares, n. 1997)
- Luis Carlos Perea, ex calciatore colombiano (Turbo, n. 1963)
- Luis Alberto Perea, calciatore colombiano (Medellín, n. 1986)
- Luis Ernesto Pérez, ex calciatore messicano (Città del Messico, n. 1981)
- Luis Pérez Ramírez, ex calciatore cileno (Santiago del Cile, n. 1965)
- Luis Prais, calciatore uruguaiano (Montevideo, n. 1925 - † 2005)
- Luis Prieto Zalbidegoitia, ex calciatore spagnolo (Bilbao, n. 1979)
- Luis Alfonso Páez, ex calciatore colombiano (Valledupar, n. 1986)
- Luis Pérez González, calciatore messicano (n. 1906 - † 1963)
- Luis Pérez Maqueda, calciatore spagnolo (Utrera, n. 1995)
- Luis Pérez, calciatore messicano (Moctezuma, n. 1989)
- Luis Pérez Pascual, ex calciatore spagnolo (San Sebastián, n. 1971)

## Q(4)
- Luis Quiñónez, ex calciatore colombiano (n. 1968)
- Luis Fernando Quintana, calciatore messicano (Città del Messico, n. 1992)
- Luis Ignacio Quinteros, ex calciatore cileno (Santiago del Cile, n. 1979)
- Luis Enrique Quiñones, calciatore colombiano (Cali, n. 1991)

## R(44)
- Luis Arcángel Ramos Colón, calciatore honduregno (San Pedro Sula, n. 1985)
- Luis Ramos, calciatore uruguaiano (Montevideo, n. 1939 - Montevideo, † 2021)
- Luis Ramos, ex calciatore venezuelano (n. 1966)
- Luis Alberto Ramos, ex calciatore argentino (Mendoza, n. 1953)
- Luis Alfredo Ramírez, calciatore honduregno (San Pedro Sula, n. 1977)
- Luis Alberto Ramírez, calciatore peruviano (Lima, n. 1984)
- Luis Ravaschino, calciatore argentino (Buenos Aires, n. 1903 - † 1988)
- Luis Regueiro, calciatore spagnolo (Irún, n. 1908 - Città del Messico, † 1995)
- Luis Regueiro Urquiola, ex calciatore messicano (Città del Messico, n. 1943)
- Luis Rentería, calciatore panamense (Panama, n. 1988 - Panama, † 2014)
- Luis Gabriel Rey, ex calciatore colombiano (Bucaramanga, n. 1980)
- Luis Reyes Peñaranda, calciatore boliviano (n. 1911 - † 1945)
- Luis Eduardo Reyes, ex calciatore colombiano (Candelaria, n. 1954)
- Luis Ricardo Reyes, calciatore messicano (Monterrey, n. 1991)
- Luis Reyna, ex calciatore peruviano (n. 1959)
- Luis Gatty Ribeiro, calciatore boliviano (Cobija, n. 1979)
- Luis Rijo, calciatore uruguaiano (n. 1927 - † 2001)
- Luis Rioja, calciatore spagnolo (Las Cabezas de San Juan, n. 1993)
- Luis Rivera Marón, ex calciatore spagnolo (Madrid, n. 1937)
- Luis Enrique Robles, ex calciatore messicano (Ciudad Guzmán, n. 1986)
- Luis Robles, ex calciatore statunitense (Fort Huachuca, n. 1984)
- Luis Rodas, calciatore honduregno (Tegucigalpa, n. 1985)
- Luis Miguel Rodríguez, calciatore argentino (San Miguel de Tucumán, n. 1985)
- Luis Ricardo Rodríguez, calciatore guatemalteco (San Bernardino, n. 1982)
- Luis Alfonso Rodríguez, calciatore messicano (San Nicolás de los Garza, n. 1991)
- Luis Ángel Rodríguez Ayazo, calciatore colombiano (Turbo, n. 1995)
- Luis Abdón Rodríguez, ex calciatore cileno (Las Condes, n. 1961)
- Luis Miguel Rodríguez Rodríguez, ex calciatore uruguaiano (Melo, n. 1998)
- Luis Antonio Rodríguez, ex calciatore argentino (Necochea, n. 1985)
- Luis Silvio Rojas, ex calciatore cileno (San Bernardo, n. 1954)
- Luis Rojas Zamora, calciatore cileno (San Bernardo, n. 2002)
- Luis Rojas, ex calciatore venezuelano (Caracas, n. 1963)
- Luis Alberto Romero Alconchel, calciatore spagnolo (San José del Valle, n. 1992)
- Luis Romero, calciatore venezuelano (Turén, n. 1996)
- Luis Alberto Romero, ex calciatore uruguaiano (Canelones, n. 1968)
- Luis Romo, calciatore messicano (Ahome, n. 1995)
- Luis Rongo, calciatore argentino (San Isidro, n. 1915 - † 1981)
- Luis Rubiales, ex calciatore e dirigente sportivo spagnolo (Las Palmas de Gran Canaria, n. 1977)
- Luis Rubiños, ex calciatore peruviano (Lima, n. 1940)
- Luis Rueda, ex calciatore argentino (San Rafael, n. 1972)
- Luis Ruiz, calciatore venezuelano (Caracas, n. 1997)
- Luis Carlos Ruiz, ex calciatore colombiano (Santa Marta, n. 1987)
- Luis Ruiz Sayago, calciatore spagnolo (Huelva, n. 1992)
- Luis Radiche, calciatore uruguaiano (Montevideo, n. 1927)

## S(32)
- Luis Salces, calciatore argentino (San Salvador de Jujuy, n. 1994)
- Luis Fernando Saldías, calciatore boliviano (Santa Cruz de la Sierra, n. 1997)
- Fernando Salinas, ex calciatore boliviano (Tarija, n. 1962)
- Luis Salmerón, ex calciatore argentino (Córdoba, n. 1982)
- Luis Carlos Salvador Martínez, ex calciatore spagnolo (Saragozza, n. 1968)
- Luis Miguel Salvador, ex calciatore messicano (Città del Messico, n. 1968)
- Luis Antonio Sánchez, calciatore argentino (Buenos Aires, n. 1910)
- Luis Francisco Sánchez Mosquera, calciatore colombiano (Cúcuta, n. 2000)
- Luis Sandoval, calciatore colombiano (Soledad, n. 1999)
- Luis Alonso Sandoval, ex calciatore messicano (Guadalajara, n. 1981)
- Luis Santamaría, ex calciatore honduregno (Iriona, n. 1975)
- Luis Santos Silva, ex calciatore paraguaiano
- Luis Saritama, ex calciatore ecuadoriano (Loja, n. 1983)
- Luis Segovia, calciatore ecuadoriano (Quito, n. 1997)
- Santiago Segovia, calciatore argentino (Concepción del Uruguay, n. 2007)
- Luis Seijas, ex calciatore venezuelano (Valencia, n. 1986)
- Luis Sequeira, calciatore argentino (Maquinista Savio, n. 2003)
- Luis Silva, ex calciatore messicano (Oaxaca de Juárez, n. 1988)
- Luis Ricardo, calciatore brasiliano (Goiânia, n. 1984)
- Luis Silvero, ex calciatore argentino (Buenos Aires, n. 1943)
- Luis Sinisterra, calciatore colombiano (Santander de Quilichao, n. 1999)
- Cuiabano, calciatore brasiliano (Cuiabá, n. 2003)
- Luis Solignac, calciatore argentino (Buenos Aires, n. 1991)
- Leandro Sosa, calciatore uruguaiano (Montevideo, n. 1991)
- Luis de Souza Ferreira, calciatore peruviano (Lima, n. 1908 - Distretto di La Punta, † 2008)
- Luis Suárez, calciatore e allenatore di calcio spagnolo (La Coruña, n. 1935 - Milano, † 2023)
- Luis Suárez, calciatore uruguaiano (Salto, n. 1987)
- Luis Suárez, calciatore colombiano (Santa Marta, n. 1997)
- Luis Suárez, calciatore argentino (Adrogué, n. 1938 - † 2005)
- Luis Swisher, ex calciatore guatemalteco (Città del Guatemala, n. 1978)
- Luismi, calciatore spagnolo (Jerez de la Frontera, n. 1992)
- Gustavo Sánchez, calciatore messicano (Tantoyuca, n. 2000)

## T(10)
- Luis Henrique, calciatore brasiliano (João Pessoa, n. 2001)
- Francisco Takeo, ex calciatore boliviano (Santa Cruz de la Sierra, n. 1966)
- Luis Ernesto Tapia, calciatore panamense (Panama, n. 1944 - Panama, † 2024)
- Luis Tejada, calciatore panamense (Panama, n. 1982 - Omar Torrijos, † 2024)
- Luis Torres, calciatore beliziano (n. 1993)
- Luis Ernesto Torres, ex calciatore paraguaiano (Asunción, n. 1952)
- Luis Torres, ex calciatore paraguaiano (n. 1971)
- Marcelo Torres, calciatore argentino (Temperley, n. 1997)
- Luis Trujillo, calciatore peruviano (Talara, n. 1990)
- Luis Télles, calciatore messicano (León, n. 1992)

## U(3)
- Luis Ubiña, calciatore uruguaiano (Montevideo, n. 1940 - Montevideo, † 2013)
- Ezequiel Unsain, calciatore argentino (Villa Alcaraz, n. 1995)
- Luis Ureta, calciatore cileno (Rengo, n. 1999)

## V(19)
- Luis Vaccaro, calciatore argentino (Buenos Aires, n. 1898)
- Luis Valcarce, ex calciatore spagnolo (Ponferrada, n. 1993)
- Luis Antonio Valdez, ex calciatore messicano (Aguascalientes, n. 1965)
- Luis Antonio Valencia, ex calciatore ecuadoriano (Nueva Loja, n. 1985)
- Luis Valenzuela Toledo, calciatore cileno (Santiago del Cile, n. 1988)
- Luis Miguel Valle, ex calciatore costaricano (San José, n. 1989)
- Daniel Vallejos, ex calciatore costaricano (n. 1981)
- Luis Vallenilla, ex calciatore venezuelano (Caracas, n. 1974)
- Luis Soto Valverde, calciatore spagnolo (San Fernando, n. 1920 - † 1983)
- Luis Varela, calciatore uruguaiano (n. 1941 - † 2021)
- Luis Vargas Archila, calciatore venezuelano (Santa Bárbara del Zulia, n. 1988)
- Luis Vargas Peña, calciatore paraguaiano (Asunción, n. 1905 - † 1994)
- Luis Vassini, calciatore argentino (Buenos Aires, n. 1910)
- Luis Vera, ex calciatore venezuelano (n. 1973)
- Luis Vera, ex calciatore uruguaiano (Paysandú, n. 1943)
- Luis Vila, calciatore argentino (Bahía Blanca, n. 1992)
- Luisma, ex calciatore spagnolo (Noja, n. 1989)
- Luis Vásquez, calciatore colombiano (Florida, n. 1996)
- Luis Vázquez, calciatore argentino (Recreo, n. 2001)

## W(1)
- Luis Weissmuller, calciatore argentino (Villa María, n. 1902 - † 1963)

## Y(1)
- Luis Yanes, ex calciatore colombiano (Santa Marta, n. 1982)

## Z(2)
- Luis Zambrano, ex calciatore cileno (n. 1967)
- Luis Zuleta, ex calciatore colombiano (Santa Marta, n. 1974)

## Á(3)
- Luis Álamos, calciatore e allenatore di calcio cileno (Chañaral, n. 1923 - Santiago del Cile, † 1983)
- Luis Hernán Álvarez, calciatore cileno (Curicó, n. 1938 - Curicó, † 1991)
- Ezequiel Ávila, calciatore argentino (Rosario, n. 1994)